# Rihla

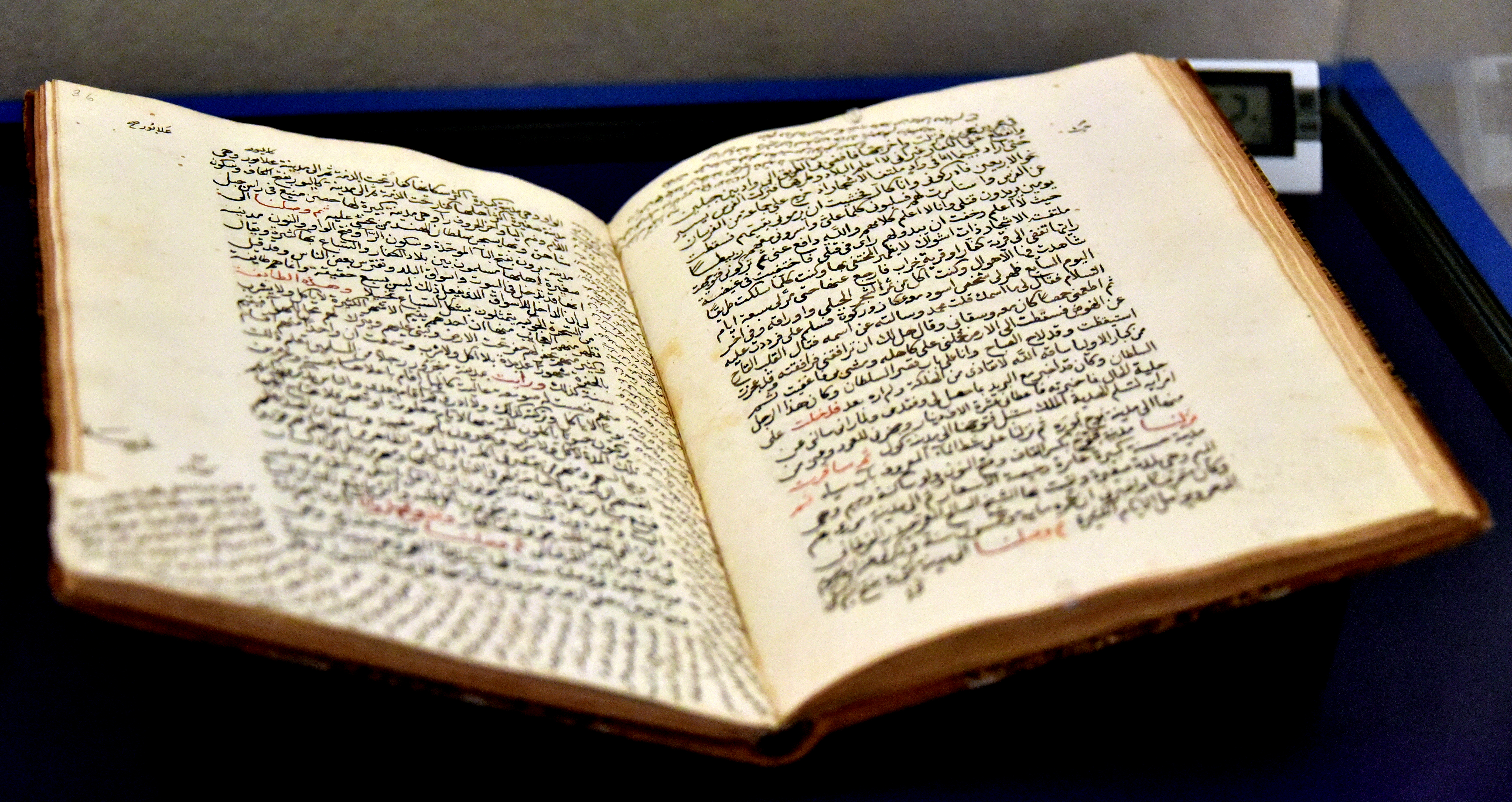
Copie historique de certaines parties du rapport de voyage d'Ibn Battuta

La Rihla (en arabe : الرحلة, ar-riḥla) est un genre de la littérature arabe. Il s'agit de récits de voyage (رحلة, riḥlah, « voyage ») composé d'observations géographiques, ethnologiques, religieuses. Le concept de rihla voyage initiatique à la découverte du monde, est indissociable de la recherche de savoir qui l’accompagne : talab el-'ilm. La littérature de la rihla a été le précurseur du roman arabe. 
Le chef-d'œuvre d'Ibn Battûta est un exemple de rihla.

## Histoire
Réalisée depuis le XIIe siècle ans par des voyageurs du monde arabe, la rihla a évolué au gré des moyens de transport et des préoccupations de chaque époque.
Bien que sa naissance soit corrélée au rayonnement de la religion et à l’expansion du monde musulman, cette expérience initiatique traduit, plus généralement, le développement des sociétés et leur capacité à écrire leur propre histoire tout en gardant un regard éclairé par les avancées des autres peuples.
Dans Adab al rahalât (litt. « Littérature de voyage »), Houssein Mohammed Fahim, historien égyptien, explique que le regard rétrospectif sur la littérature de la rihla nous permet de distinguer deux phases dans son développement.
La première phase d’essor de ce genre littéraire est concomitante à l’extension géographique de l’empire musulman. À cette époque, malgré ses crises et ses scissions, le monde musulman est en pleine expansion politique, culturelle et économique. L’attrait pour le récit s'impose donc naturellement car l’œil (‘iyan) était l’outil d’acquisition des connaissances le plus fiable (le yakin, « la certitude »).

Grâce à un récit narratif qui alterne description et analyse, la rihla construit un nouvel univers littéraire, aux contours réalistes et précis et à la substance subjective. Les mots d’Ibn Jubair à l’égard de Trapani – à l’époque où la ville sicilienne était sous domination musulmane – témoignent de ce paradoxe structurant :
« Nous arrivons à Trapani à la tombée de la nuit et nous nous installons dans une maison que nous prenons en location… Cette ville a un souk, un bain et toutes les commodités que l’on doit trouver dans une ville… Les habitants sont des musulmans et des chrétiens, chacune des deux fractions y ayant mosquées et églises… Ce jour avait été jour de jeûne pour les habitants de cette cité. Ceux-ci célébrèrent la fête (de rupture de jeûne)…Les gens de la ville sortirent de la ville pour se rendre au champ de prières. Ils se mirent en marche avec timbales et trompettes. Nous fûmes surpris de cela, et de la licence que les chrétiens leur en laissaient. » Voyages, Ibn Jubair
Selon Fahim, la rihla revient ensuite en force au XIXe siècle, avec l’affaiblissement de l’empire et la volonté de faire renaître l’héritage arabo-musulman pendant la Nahda. Afin d’enrayer la spirale de la décadence du monde arabe, cette nouvelle rihla à destination de l’Europe vise à constater les avancées des autres peuples pour se réapproprier la modernité et en faire un concept propre. Ces récits dessinent les contours d’un nouveau regard posé sur l’Europe, à la fois admiratif des avancées techniques et conservateur sur les coutumes sociales.
Un homme peut voir sans réagir son épouse tenir la main d’un autre homme, en privé ou en public. Là-bas, il leur arrive même d’envoyer leurs femmes se promener ou se rendre au spectacle avec un voisin ou un ami, sans ensuite leur reprocher une telle conduite. Le paradis des femmes et l’enfer des Chevaux, Idriss Al Amraoui
Parallèlement à ces constatations socio-culturelles, on retrouve chez ces explorateurs un soin apporté aux détails qui traduisent le progrès technique européen.

On cite par exemple Mohammed Al Saffar, un autre ambassadeur envoyé en France par le sultan marocain, qui a compté le nombre de chandelles allumées lors d’un dîner offert par le roi Louis Philippe. De son côté, Idriss Al Amraoui décrit la machine à vapeur avec un style lyrique :
C’est une invention merveilleuse que Dieu a révélée en notre temps, par l’intermédiaire des Européens, et dont l’esprit ne peut qu’être ébloui ; au point qu’on se surprend, au premier regard, à penser que c’est là l’œuvre des djinns et que des hommes n’ont pu la réaliser. Idriss Al Amraoui
Idriss Al Amraoui vante aussi les mérites de l’imprimerie et son rôle dans la diffusion du savoir et des sciences. Il va jusqu’à prier le sultan de doter le Maroc d’une telle imprimerie et « donner ainsi une nouvelle force à la religion et suivre les traces des grands imams ».

## Auteurs derihla
- Ibn Qallâs. Originaire d'Andalousie, il paraît être le premier auteur de rihla[2].
- Ibn Jubayr[3],[4].
- Ibn Battûta[5].
- Ibn Arabi
- Abou Sâlim al-Ayyachi[6].En 1662 de Sijilmassa vers La Mecque et retour
- Idriss Al Amraoui
- Rifa’ Al Tahtawi
- Rohan Houssein, artiste géopoétique qui relate dans ses chansons et sa poésie l'expérience du voyage, extérieur et intérieur.